# Redmi Note 9 Pro
Redmi Note 9 Pro та Redmi Note 9S — смартфони суббренду Xiaomi Redmi, що відносяться до серії Redmi Note. Redmi Note 9S був представлений 23 березня 2020 року. Redmi Note 9 Pro був представлений 30 квітня 2020 року разом з Redmi Note 9 та Xiaomi Mi Note 10 Lite.
В Індії Redmi Note 9S відомий як Redmi Note 9 Pro. Також в Індії продається смартфон Redmi Note 9 Pro Max який є дуже подібним до характеристик глобального Redmi Note 9 Pro за винятком фронтальної камери. Були представлені 12 березня 2020 року.
1 жовтня 2021 був представлений Redmi Note 10 Lite, який відрізняється від індійського Redmi Note 9 Pro новим кольором.
19 травня 2020 пройшла презентація Redmi Note 9 Pro в Україні.

## Дизайн
Задня та передня панелі виконані зі скла Corning Gorilla Glass 5. Рамка смартфонів виконана з пластику.
По дизайну Redmi Note 9S, Note 10 Lite, Note 9 Pro та Note 9 Pro Max в основному відрізняються лише написами під блоком камери (в Redmi Note 9S та Note 10 Lite напис «48 MP», а в Redmi Note 9 Pro в сірому та білому кольорах і в Redmi Note 9 Pro Max — «64 MP»).
Redmi Note 9 Pro в кольорі Tropical Green отримав трохи змінений дизайн зі скляною панеллю, яка практично вся у смугастому принті окрім верхньої частини. Також напис «64 MP quad camera» знаходиться над блоком камер, коли в інших кольорах — під ним.
Знизу знаходяться роз'єм USB-C, динамік, мікрофон та 3.5 мм аудіороз'єм. Зверху розташовані другий мікрофон та ІЧ-порт. З лівого боку смартфона розташований слот під 2 SIM-картки і карту пам'яті формату microSD до 512 ГБ. З правого боку розміщені кнопки регулювання гучності та кнопка блокування смартфону, в яку вмонтований сканер відбитку пальця.
В Україні Redmi Note 9S продається в 3 кольорах: Interstellar Grey (сірий), Aurora Blue (блакитний) та Glacier White (білий).
В Україні Redmi Note 9 Pro продається в 3 кольорах: Interstellar Grey (сірий), Tropical Green (зелений зі смугастим принтом) та Glacier White (білий).
В Індії Redmi Note 10 Lite продається в 4 кольорах: Interstellar Black (сірий), Aurora Blue (блакитний) та Glacier White (білий) та Champagne Gold (золотий).

## Технічні характеристики

### Платформа
Смартфони отримали процесор Qualcomm Snapdragon 720G з графічним процесором Adreno 618.

### Батарея
Смартфони отримали батарею об'ємом 5020 мА·год. Також в Redmi Note 9S та Note 10 Lite є підтримка швидкої 18-ватної зарядки, в Redmi Note 9 Pro — 30-ватної, а в Redmi Note 9 Pro Max — 33-ватної.

### Камера
Redmi Note 9S та Note 10 Lite отримали основну квадрокамеру 48 Мп, f/1.8 (ширококутний) + 8 Мп, f/2.2 (надширококутний) + 5 Мп, f/2.4 (макро) + 2 Мп, f/2.4 (сенсор глибини) з фазовим автофокусом та здатністю запису відео в роздільній здатності 4K@30fps. Фронтальна камера отримала роздільність 16 Мп, діафрагму f/2.0 (ширококутний) та здатність запису відео у роздільній здатності 1080p@30fps.
Redmi Note 9 Pro та Note 9 Pro Max отримали основну квадрокамеру 64 Мп, f/1.9 (ширококутний) + 8 Мп, f/2.2 (надширококутний) + 5 Мп, f/2.4 (макро) + 2 Мп, f/2.4 (сенсор глибини) з фазовим автофокусом та здатністю запису відео в роздільній здатності 4K@30fps. Фронтальна камера в Redmi Note 9 Pro отримала роздільність 16 Мп та діафрагму f/2.5 (ширококутний), а в Redmi Note 9 Pro Max отримала роздільність 32 Мп (ширококутний). Також передня камера має здатність запису відео у роздільній здатності 1080p@30fps.

### Екран
Екран IPS, 6.67", FullHD+ (2400 × 1080) зі співвідношенням сторін 20:9, щільністю пікселів 395 ppi та круглим вирізом під фронтальну камеру, що знаходиться зверху в центрі.

### Пам'ять
Redmi Note 9S продається в комплектаціях 4/64 та 6/128 ГБ.
Redmi Note 9 Pro продається в комплектаціях 6/64 та 6/128 ГБ.
Redmi Note 9 Pro Max продається в комплектаціях 6/64, 6/128 та 8/128 ГБ.
Redmi Note 10 Lite продається в комплектаціях 4/64, 6/64, 4/128 та 6/128 ГБ.

### Програмне забезпечення
Redmi Note 9S, 9 Pro та 9 Pro Max були випущені на MIUI 11 на базі Android 10.
Redmi Note 10 Lite був випущений на MIUI 12.5 на базі Android 11.
Всі моделі пізніше були оновлені до MIUI 12.5 на базі Android 11.

## Ціна
Redmi Note 9S в комплектації на 4/64 ГБ коштував 5999 грн, а на 6/128 ГБ — 6699 грн.
Початкова ціна Redmi Note 9 Pro в комплектації 6/64 ГБ складала 7299 грн., а під час Online-розпродажу 4 червня 2020 року його можна було купити за 6499 грн. Початкова ціна комплектації 6/128 ГБ складала 7999 грн., а під час Online-розпродажу його можна було купити за 7199 грн.
Станом на 1 жовтня 2021 року Redmi Note 9 Pro в комплектації 6/64 ГБ коштував 6499 грн., а версія 6/128 ГБ — 6999 грн.

## Рецензії

### Redmi Note 9 Pro
Оглядач з iTech.ua охарактеризувала смартфон як роботу над помилками, що відчувається в матеріалах корпусу, зміненому дизайні, покращеному сканері відбитку пальця, переходу назад на Snapdragon, більшій кількості оперативної пам'яті та більшому об'ємі акумулятора. Єдине, що може не сподобатись це якість фотографій.

### Redmi Note 9S
Оглядач з інформаційного порталу ITC.ua поставив Redmi Note 9S 5 балів з 5. До мінусів він відніс лише відсутність модуля NFC. До плюсів оглядач відніс дизайн і матеріали корпусу, дисплей, розмовний динамік та мікрофон, продуктивність, сканер відбитку пальців, камери, швидкість зарядки та автономність. У висновку він сказав, що смартфон має дуже хороші характеристики як для своєї ціни, але йому не вистачає тільки модуля NFC, який є в дешевшої моделі Redmi Note 9.

## Redmi Note 9S MFF Limited Edition
Redmi Note 9S MFF Limited Edition — спеціальна версія Redmi Note 9S, що випущена в честь 10-річчя компанії Xiaomi та була зроблена спеціально для Mi Fan Festival. Особливістю його стали логотип Mi Fan Festival 2020 на задній скляній панелі та вбудована відповідна тема. Партія включає 2020 одиниць.

## POCO M2 Pro
POCO M2 Pro — смартфон розроблений суббрендом Xiaomi POCO. Він отримав більшість характеристик від Redmi Note 9S, акумулятор 5000 мА·год з підтримкою швидкої зарядки на 33 Вт та дизайн, подібний до Redmi Note 9 Pro в кольорі Tropical Green. Був представлений 7 липня 2020 року.
В Індії POCO M2 Pro продавався в 3 кольорах: Out Of The Blue (синій), Green and Greener (зелений), Two Shades Of Black (чорний).
Смартфон продавався в комплектаціях 4/64, 6/64 та 6/128 ГБ.